# Ковбаса Яків Федосійович
Ковбаса Яків Федосійович (3 березня 1920, с. Левченки, Роменський повіт, Полтавська губ. — 31 січня 2001, Київ, Україна) — архітектор, художник, педагог.

## Біографія
Яків Ковбаса народився у селі Левченки, нині Роменського району Сумської області 3 березня 1920 року. Закінчив Харківську художню школу. Учасник Великої Вітчизняної війни. З 1945 до 1951 року навчався в Київському художньому інституті на факультеті архітектури (викладачі О. Вербицький, Є. Катонін, П. Костирка — учні В. Кричевського). Був одружений з Шурою Білоусовою. Викладав у Київському художньому інституті з 1971 по 1993 рік на кафедрі архітектурного проектування, доцент з 1971 року. Понад 20 років читав курс паркобудування і ландшафтної архітектури.
Помер у Києві 31 січня 2001 року, похований на Байковому кладовищі.

## Характер і вдача митця
З когорти Івана Гончара, Івана Дзюби, Евгена Сверстюка, Михайла Брайчевського, Івана Світличного та інших подвижників української справи, Яків Ковбаса мав компанійську вдачу, був душею будь-якого товариства, жартівливий і дотепний. Розмовляв виключно українською мовою, причому до нього не могло бути й претензій. Митець часто згадував роки, коли він навчався у Художньому інституті. У їхньому гурті був зять Остапа Вишні Льоня Євтушенко. Веселі й голодні студенти заходили «до Вишень» на Червоноармійську і до Роліту (ріг Леніна й Коцюбинського, помешкання 26), щоб провести вечір з Павлом Михайловичем і Варварою Олексіївною. Там бували відомі потім митці Югай Володимир Миколайович, Фелікс Коцюбинський.

## Творчість
Як художник, працював у техніці акварелі. Персональні виставки відбулись у 1993, 1995 роках. По війні Яків Феодосійович пройшов добру школу під час відбудови Чернігівського музею, створеного Василем Кричевським-батьком. Ковбаса відчував поезію самих літер, українських шрифтів, спеціально нарбутівського, виконаного на камені, орнаменту.

## Монографії
Ковбаса Яків — автор монографії «Садово-паркове мистецтво».
Серед реалізованих проєктів:
- Павільйон «Тваринництво» на ВДНГ УРСР у Києві (1-а пол. 1950-х рр.)
- Ботанічний сад (1965) і парк культури та відпочинку (перепланування, 1970) в Донецьку
- архітектурної частини пам'ятників Д. Мануїльському в Києві (1966)
- Тарасові Шевченку в м. Яготин, Київська область (1972)
- погруддя Івана Стрельченка в місті Гола Пристань, Херсонська область (1983)
- надмогильні пам'ятники Михайлові Коцюбинському на Болдиних горах у Чернігові (1955)
- Остапові Вишні (1958)
- Леонідові Смілянському (1972)
- Брав також участь у проектуванні готелів «Інтурист» у Донецьку та Запоріжжі. (1952, не реалізований).
- Автор низки праць з паркобудівництва та ландшафтної архітектури. Писав акварелі. 1993 і 1995 рр. у Києві відбулися персональні виставки.

## Нагороди
Нагороджений Орденом Червоної Зірки, бойовими медалями.
Отримав 2-у премію за конкурсний проєкт станції метро «Вокзальна» в Києві (1952, не реалізований).

## Друзі
- Іван Гончар
- Остап Вишня